# Hyalinoecia tecton
Hyalinoecia tecton är en ringmaskart som beskrevs av Chamberlin 1919. Hyalinoecia tecton ingår i släktet Hyalinoecia och familjen Onuphidae. Inga underarter finns listade i Catalogue of Life.